# Castello di Dirleton

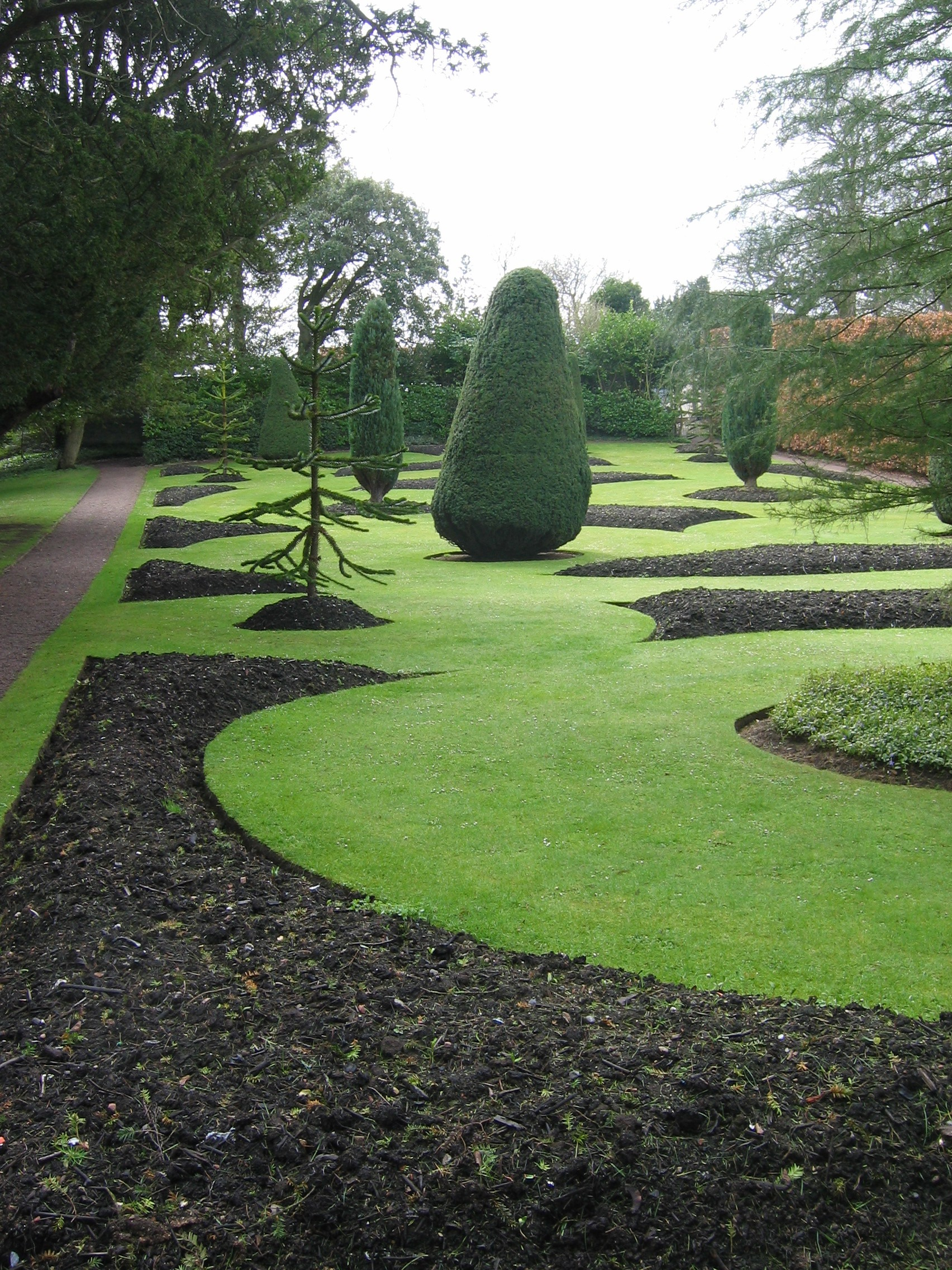
Il giardino

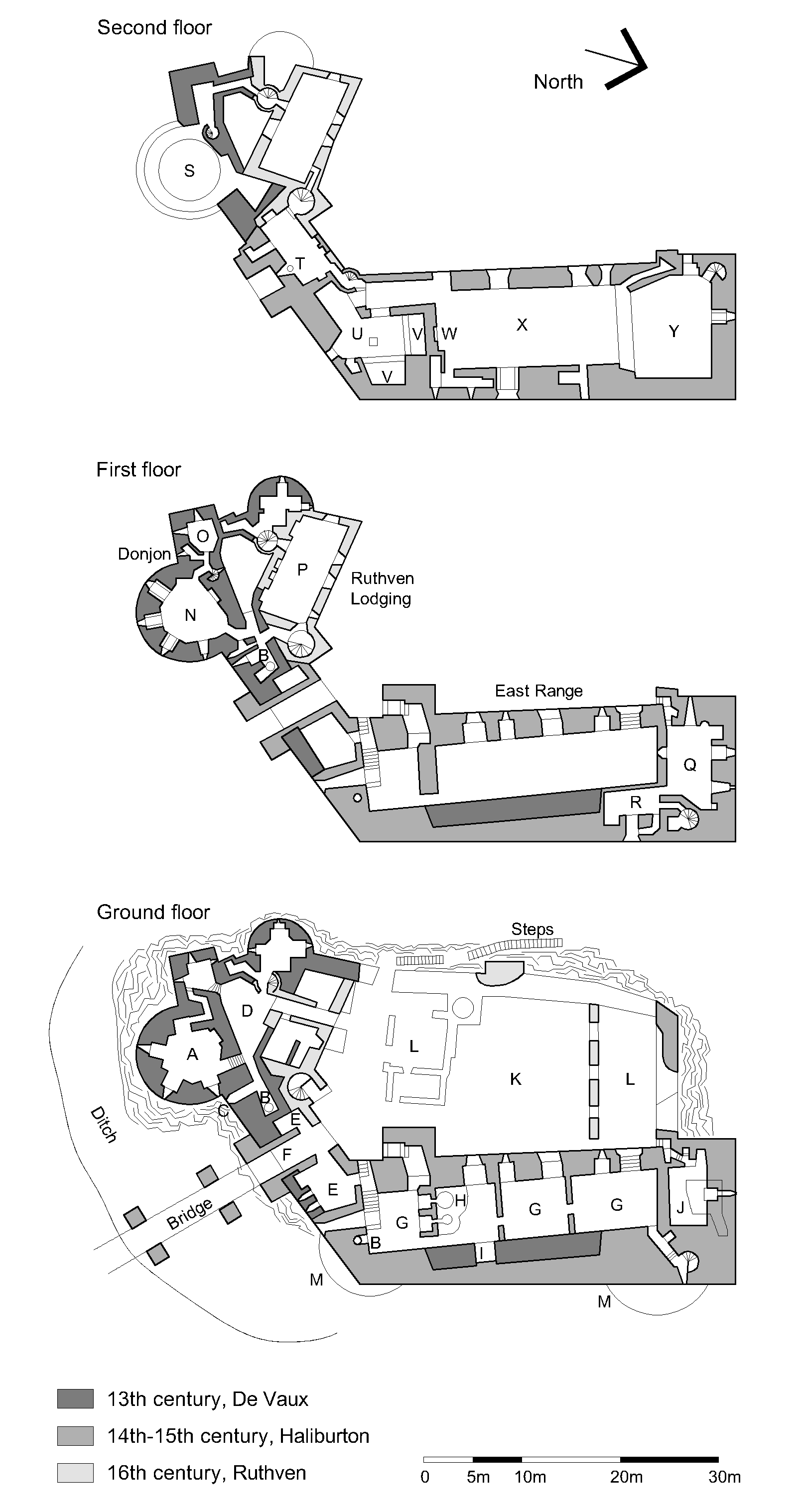
La pianta del castello

Il castello di Dirleton è una fortezza medievale sita nel paese di Dirleton nell'East Lothian, in Scozia.
Si trova a 3,2 km a ovest da North Berwick e a 31 km da Edimburgo.
La parte più vecchia del castello è del XIII secolo e fu abbandonato alla fine del XVII secolo.